# Alfred von Henneberg

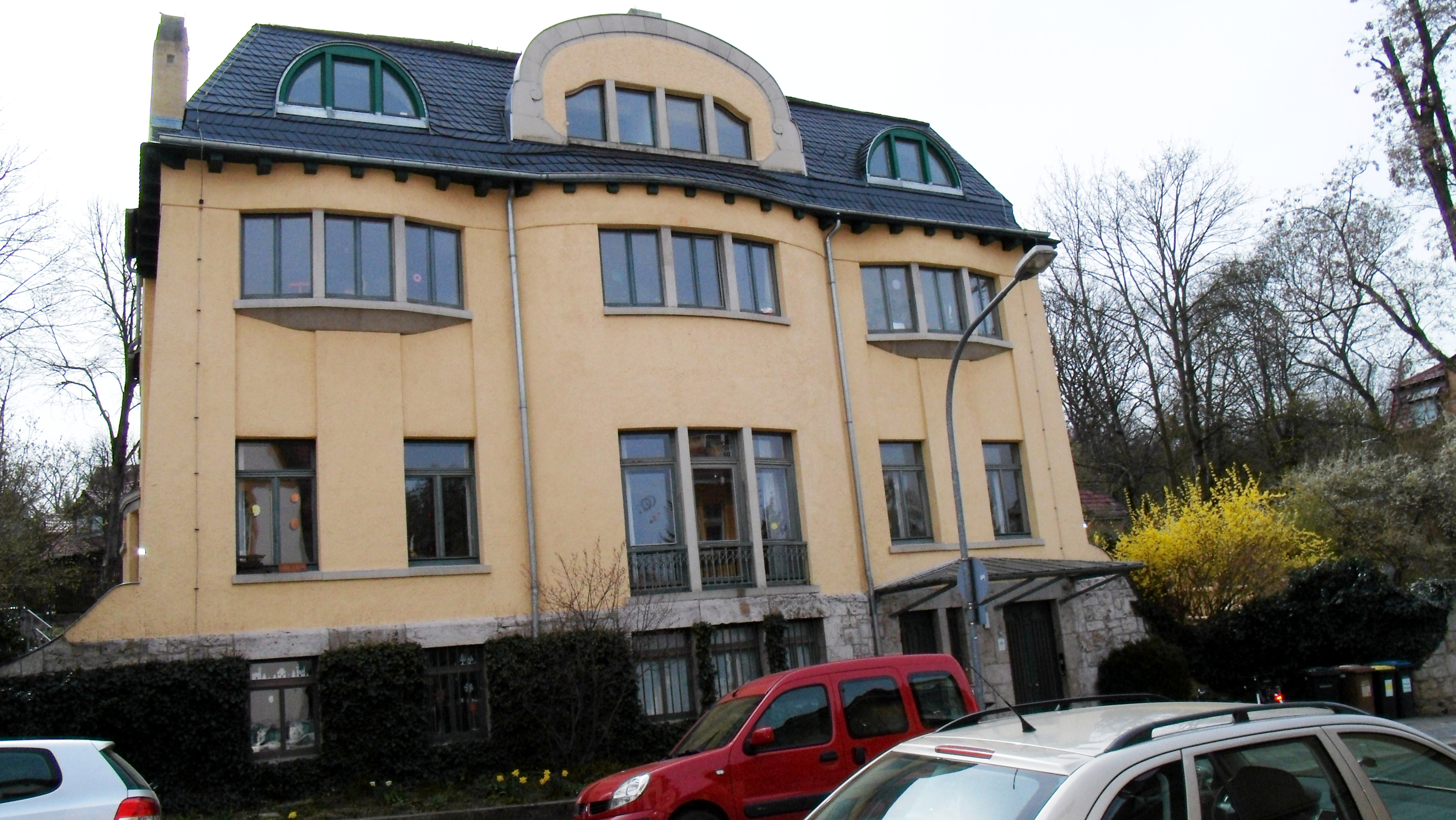
Haus Henneberg in der Gutenbergstraße 1a, Weimar

Alfred Gottlieb Maria Freiherr Henn von Henneberg  (* 15. Juni 1867 in Hanau; † 1945 in Wiesbaden) war ein deutscher Sammler von Spitzen und Offizier.
Henneberg entstammte einem schlesischen Adelsgeschlecht. Zunächst war Henneberg außer Spitzensammler auch Offizier. Sein wissenschaftlicher Nachlass zu Spitzen- und Klöppelarbeiten befindet sich im Deutschen Museum.
Er schrieb auch ein Buch über die Geschichte der Spitzenproduktion, welches noch heute verlegt wird. Das Geleitwort schrieb kein Geringerer als Wilhelm Pinder. Dieses wurde auch in das Englische bzw. Französische übersetzt. In Weimar ist er durch das von Henry  van de Velde entworfene Haus Henneberg bekannt. Als von Henneberg dieses Haus bauen ließ, war er Hauptmann a. D. Als solcher ist er mit der Anschrift Gutenbergstraße 1a im Weimarer Adressbuch aufgeführt. Er legte eine Sammlung von Spitzen an, die u. a. in Gotha auf Schloss  Friedenstein 2018 gezeigt wurde. Die Sammlung von Spitzen selbst befindet sich seit 1942 im Schlossmuseum Gotha und umfasst ca. 800 Stücke.